# Ride or Die (2025)
Ride or Die ist ein romantischer Thriller und das Spielfilmdebüt von Josalynn Smith. Der Film mit Brianna Middleton und Stella Everett feierte im Juni 2025 beim Tribeca Film Festival seine Premiere.

## Handlung
Paula, eine queere Frau in ihren Zwanzigern, kehrt aus Kalifornien in ihre Heimat im Mittleren Westen zurück und trifft ihre Highschool-Schwärmerei Sloane wieder, die in einem Secondhandladen arbeitet. Anders als Paula hat Sloane weder die Stadt verlassen noch studiert. Sloane wirkt wie ein Heilmittel für Paulas unangenehmen und von Langeweile geprägten Sommer bei ihren Eltern. Da beide mit ähnlichen familiären Problemen zu kämpfen haben, entsteht schnell eine enge Bindung, und sie brechen gemeinsam zu einem Roadtrip von St. Louis, Missouri nach Kalifornien auf, um dort gemeinsam ein neues Leben zu beginnen. Doch im Laufe der Reise wird Paula klar, dass sie ihr Traummädchen nicht so gut kennt, wie sie dachte.

## Produktion
Regie führte Josalynn Smith, die auch das Drehbuch schrieb. Ride or Die ist ihr Spielfilmdebüt. Sie wuchs in St. Louis auf und hat einen Masterabschluss der Columbia University. Smith tritt gemeinsam mit Jamie Foxx, Matthew Keene Smith und Datari Turner auch als Produzentin des Films in Erscheinung.
Die Hauptrollen wurden mit Brianna Middleton and Stella Everett besetzt. Sie spielen Paula und Sloane. Middleton war zuletzt in dem Thriller Sharper von Benjamin Caron in einer Hauptrolle zu sehen. Seth Gilliam spielt Paulas Stiefvater Pastor Creon und Cody Kostro den Mechaniker Anthony. In weiteren Rollen sind Eisa Davis als Paulas Mutter Sherri, Guinevere Turner als Jay und Ella Jay Basco als Bree zu sehen.
Die Premiere des Films war am 8. Juni 2025 beim Tribeca Film Festival.

## Auszeichnungen
Tribeca Film Festival 2025
- Nominierung im US Narrative Competition[6]